# Mohamed Shawky
Mohamed Shawky Ali Sallam (arabisch محمد شوقي; * 15. Oktober 1981 in Port Said) ist ein ehemaliger ägyptischer Fußballspieler auf der Position eines Mittelfeldspielers.

## Karriere

### Karrierebeginn in Ägypten
Shawky begann seine aktive Karriere als Vereinsfußballspieler im Jahre 1998 in der Jugend von Al-Masry. Dort war er bis zum Jahre 2000 aktiv, ehe er den Sprung ins Profiteam mit Spielbetrieb in der Egyptian Premier League, der höchsten Fußballliga des Landes, schaffte. Danach spielte er bis nach der Saison 2002/03 bei El Masry, bevor er ein Angebot des ägyptischen Rekordmeisters Al-Ahly Kairo bekam, mit dem er in weiterer Folge die bisher größten Erfolge in seiner Karriere feierte.
Gleich in seiner ersten Spielzeit beim neuen Verein kam er auf 20 Ligaeinsätze und vier Tore. Ab der Saison 2004/05 begannen dann die Festspiele von Al-Ahly. Nachdem er in 19 Meisterschaftspartien drei Treffer erzielt hatte, wurde er mit dem Team ägyptischer Meister. Daneben gewann er mit der Mannschaft auch noch den ägyptischen Supercup und war Sieger der CAF Champions League des Jahres 2005, nachdem das Team ungeschlagen ins Finale des Bewerbs kam und dort die Tunesier Étoile Sportive du Sahel mit 0:3 bezwang.
Im Triumphjahr 2006 feierte Shawky gleich mehrere Erfolge mit dem Klub aus der ägyptischen Hauptstadt Kairo. Nach 26 absolvierten Spielen und einem Tor wurde er abermals ägyptischer Meister und gewann zudem den ägyptischen Pokalbewerb und zum zweiten Mal den ägyptischen Supercup. Außerdem gewann er die CAF Champions League 2006, wo die Mannschaft wieder über einen tunesischen Verein, diesmal war es der CS Sfax, triumphierte. Durch den Sieg in der Champions League qualifizierte sich das Team auch noch für den CAF Super Cup, den es in weiterer Folge ebenfalls gewann. Ein weiterer großer Erfolg war in diesem Jahr die Teilnahme an der FIFA-Klub-Weltmeisterschaft 2006, wo man hinter dem SC Internacional (1.) und dem FC Barcelona (2.) den ehrenwerten dritten Platz erreichte.
Auch das Spieljahr 2007 barg ähnliche Erfolge, wie das bereits vorhergegangene Jahr. Shawky wurde zum dritten Mal in Folge ägyptischer Meister und war mit 27 Einsätzen und drei Toren maßgeblich am Erfolg beteiligt. Nach dem Triple 2006 (Meisterschaft, Cup, Supercup) machte die Mannschaft alles perfekt, als sie 2007 nochmals das Gleiche schaffte und neben der Meisterschaft auch im Cup und Supercup klar dominierte. Wie schon im Jahre 2006 gewann Al-Ahly auch 2007 den CAF Super Cup, nachdem das Team im Champions-League-Finale gegen den Altbekannten Étoile Sportive du Sahel mit 1:3 besiegt wurde.

### Wechsel nach England
Nach den großen Erfolgen mit Al-Ahly wurden verschiedene europäische Topklubs auf das Talent des Ägypters aufmerksam. Kurz vor Transferschluss wurde Shawky schließlich für eine Ablösesumme von £ 650.000 nach England zum FC Middlesbrough mit Spielbetrieb in der Premier League transferiert. In einem Interview Anfang September 2007 zeigte sich der Ägypter sichtlich begeistert von dem Wechsel nach England und hoffte dabei auf eine lange und erfolgreiche Zeit in der höchsten Fußballspielklasse des Landes. Mit Mido hatte Shawky einen guten Freund in der Mannschaft, mit dem er auch schon im ägyptischen Nationalteam im Einsatz war.
Sein Debüt in der Premier League gab der Ägypter schließlich am 29. Dezember 2007 bei einem 1:0-Auswärtssieg über den FC Portsmouth, als er die gesamte Spieldauer am Platz stand und bereits gute Leistungen zeigte. Insgesamt kam er während der Saison 2007/08 in fünf Ligaspielen zum Einsatz, von denen er in nur zwei die gesamte Matchdauer durchspielte. Weiters kam er zu einem einzigen Einsatz im League Cup. Mit der Mannschaft erreichte er nur einen 13. Platz in der Endtabelle.
Zwar begann sie Spielzeit 2008/09 etwas besser als das vorhergegangene Spieljahr, doch schaffte Shawky auch in diesem Jahr nicht den großen Durchbruch im Team. So kam er bis zum Ende der Saison in 13 Ligaspielen zum Einsatz und konnte ein Spiel im FA Cup sowie zwei Spiele im League Cup verzeichnen. Zum Torerfolg kam er für Boro, so der Spitzname des Teams, jedoch nie. Nachdem schon einige Zeit zuvor über eine Ablöse Shawkys an einen anderen Verein spekuliert hat, wurde Anfang Januar 2010 öffentlich bekannt, dass Shawky kurz vor einem Wechsel in die Türkei stünde.

### Transfer in die Türkei
Am 13. Januar 2010 wurde dann der offizielle Wechsel des Ägypters in die Türkei, wo er bei Kayserispor einen Vertrag für zweieinhalb Jahre unterschrieben hatte, bestätigt. Sein Teamdebüt gab er in einer 0:3-Niederlage in einem Testspiel gegen Feyenoord Rotterdam am 14. Januar 2010. Er eroberte sich einen Stammplatz und kam in elf Spielen zum Einsatz.

### Rückkehr nach Ägypten und Karriereende
Nach nur einem halben Jahr löste er seinen Vertrag auf und kehrt zu al-Ahly zurück. Er gewann mit seiner Mannschaft die Meisterschaft 2011. Im Jahr 2012 wechselte er zu al-Naft SC in den Irak, schloss sich ein Jahr später den ägyptischen Erstligisten Smouha SC an. Anfang wechselte er zu Kelantan FA nach Malaysia. Anfang 2015 heuerte er bei al-Mokawloon al-Arab an, wo er seine Laufbahn beendete.

### International
Im Jahre 2001 erreichte er mit dem ägyptischen U-20-Team den dritten Platz bei der Junioren-Fußballweltmeisterschaft und war dabei in sieben Partien im Einsatz. 2003 gab er sein A-Nationalmannschaftsdebüt und kam bis dato in 66 Länderspielen zum Einsatz und erzielte dabei fünf Tore. Wie auch schon mit seinem ägyptischen Ex-Klub Al-Ahly feierte er auch mit der ägyptischen Nationalmannschaft große Erfolge. So gehörte er bei Ägyptens Erfolgen bei der Afrikameisterschaft 2006 und der Afrikameisterschaft 2008 zu den wenigen Akteuren, die keine einzige Minute versäumten.
Weiters nahm Shawky an einer Vielzahl von Qualifikationsspielen zu den Weltmeisterschaften der Jahre 2006 und 2010 teil. An der Teilnahme zu WM 2010 scheiterte Ägypten nur knapp. Nachdem die Mannschaft in der Gruppenphase der zweiten Qualifikationsrunde als Gruppenführer in die nächste Gruppenphase aufstieg, erreichte das Team nach sechs Spielen (4 Siege, 1 Remis, 1 Niederlage) ebenso viele Punkte wie Algerien und hatte auch noch die gleiche Tordifferenz.
Auch im Spiel gegeneinander hatten beide jeweils ein Mal gewonnen, weshalb nach den FIFA-Regeln auf eine Losentscheidung verzichtet wurde und der Sieger mittels Entscheidungsspiel in einem neutralen Land (in diesem Falle: Sudan) ermittelt wurde. Das Spiel gewann Algerien mit 1:0 und qualifizierte sich so für die Fußball-Weltmeisterschaft in Südafrika. Während des Konföderationen-Pokal 2009 war Shawky mit der Nationalmannschaft ebenfalls aktiv, schied dabei jedoch bereits in der Gruppenphase der Gruppe B als Gruppenletzter aus dem laufenden Bewerb aus.

## Erfolge

### Vereinserfolge
- 4× Ägyptischer Meister: 2005, 2006, 2007, 2011 (Al-Ahly Kairo)
- 3× Ägyptischer-Supercup-Sieger: 2005, 2006, 2007 (Al-Ahly Kairo)
- 2× Ägyptischer-Fußballpokal-Sieger: 2006, 2007 (Al-Ahly Kairo)
- 2× CAF-Super-Cup-Sieger: 2006, 2007 (Al-Ahly Kairo)
- 2× CAF-Champions-League-Sieger: 2005, 2006 (Al-Ahly Kairo)
- 1× CAF-Champions-League-Finalist: 2007 (Al-Ahly Kairo)
- 3. Platz bei der FIFA-Klub-Weltmeisterschaft 2006 (Al-Ahly Kairo)

### Nationalmannschaftserfolge
- 3. Platz bei der Junioren-Fußballweltmeisterschaft 2001
- 2× Sieger der Fußball-Afrikameisterschaft: 2006, 2008